# عصبة المعركة
عصبة المعركة كان رابطة من المجتمعات القتالية القومية والحزب الاشتراكي الوطني الألماني في بافاريا، ألمانيا، في العشرينات. وشمل الحزب النازي أدولف هتلر (NSDAP) و كتيبة العاصفة (SA)، وفرايكوربس أوبرلاند وBund Reichskriegsflagge. كان هتلر زعيمه السياسي،  بينما قاد هيرمان كريبل ميليشياته.
تم إنشاء العصبة في 30 سبتمبر 1923 في نورمبرغ، حيث انضم هتلر إلى القادة القوميين الآخرين للاحتفال باليوم الألماني، الذي يصادف ذكرى الانتصار البروسي على فرنسا في عام 1870. كان الهدف هو تعزيز وتبسيط جداول أعمالهم والاستعداد للاستفادة من الانقسام بين بافاريا والحكومة المركزية. كان الدافع وراء هذا التوحيد هو الإعلان قبل بضعة أيام من قبل الحكومة المركزية في برلين التي أعلنت إنهاء المقاومة ضد الاحتلال الفرنسي للرور، مما أثار استسلامًا واضحًا أثار غضب القوميين والقاذفات الحرة. شاركت العصبة في انقلاب بير هول في نوفمبر 1923 في ميونيخ، ألمانيا.

## التخطيط للإنقلاب
في 26 سبتمبر 1923، بعد فترة من الاضطراب والعنف السياسي، أعلن رئيس الوزراء البافاري يوجين فون كنلينج حالة الطوارئ وعُين غوستاف فون كار Staatskomissar، أو مفوض الدولة، مع سلطات ديكتاتورية لحكم الدولة. بالإضافة إلى فون كهر، شكل قائد شرطة ولاية بافاريا الكولونيل هانز ريتر فون سيزر والجنرال الرايخسهر أوتو فون لوسو حكمًا ثلاثيًا.  أعلن هتلر أنه سيعقد 14 اجتماعًا جماعيًا بدءًا من 27 سبتمبر 1923. خوفًا من الاضطراب المحتمل، كان من أولى إجراءات كهر حظر الاجتماعات المعلنة.  كان هتلر تحت الضغط للتصرف. شعر النازيون، مع قادة آخرين في العصبة، أنهم اضطروا إلى السير في برلين والاستيلاء على السلطة أو أن يلجأ أتباعهم إلى الشيوعيين.  وفي الوقت نفسه، في 5 أكتوبر 1923، أغلق كهر الصحيفة النازية فولكيشر بيوباتشتر لمدة عشرة أيام. أعلن Kahr أيضًا خطابًا مفاجئًا في Bürgerbräu Keller.
استلهم الانقلاب من مسيرة بينيتو موسوليني الناجحة في روما، من 22 إلى 29 أكتوبر 1922. خطط هتلر ورفاقه لاستخدام ميونيخ كقاعدة لمسيرة ضد حكومة جمهورية فايمار الألمانية. أدرك هتلر أن كهر سعى للسيطرة عليه ولم يكن مستعدًا للعمل ضد الحكومة في برلين. أراد هتلر اغتنام لحظة حاسمة لنجاح التحريض والدعم الشعبي. 

## وحدات كتيبة العاصفة والقادة
- الكتيبة الأولى ( كارل بيجل )
- الكتيبة الثانية ( إدموند هاينز )
- الكتيبة الثالثة ( هانز كناوث )
- الشركة العاشرة ( فريدريش ماير )